# Arenas movedizas (serie de televisión)
Arenas movedizas (sueco: Störst av allt) es una serie de televisión web sueca basada en la novela del mismo nombre de Malin Persson Giolito. La primera temporada, de seis episodios fue estrenada el 5 de abril de 2019 en Netflix. La serie está protagonizada por Hanna Ardéhn, Felix Sandman, William Spetz, Ella Rappich, David Dencik, Reuben Sallmander, Maria Sundbom, Rebecka Hemse, Arvid Sand, Helena af Sandeberg y Anna Björk.

## Sinopsis
Un tiroteo masivo tiene lugar en una escuela preparatoria del barrio más rico de Estocolmo, Djursholm. Una estudiante normal de secundaria, Maja Norberg, se encuentra en juicio por asesinato y complicidad de asesinato. Cuando se revelan los acontecimientos de ese trágico día, también salen a la luz detalles privados sobre su relación con Sebastian Fagerman y con su familia disfuncional.

## Reparto

### Principales
- Hanna Ardéhn como Maja Norberg
- Felix Sandman como Sebastian Fagerman
- William Spetz como Samir Said
- Ella Rappich como Amanda Steen
- David Dencik como Peder Sander
- Reuben Sallmander como Claes Fagerman
- Maria Sundbom como Lena Pärsson
- Rebecka Hemse como Jeanette Nilsson
- Arvid Sand como Lars-Gabriel Labbe Sager-Crona
- Helena af Sandeberg como Mimmi Steen
- Anna Björk como Camilla Norberg

### Recurrentes
- Iris Herngren como Lina Norberg
- Kalled Mustonen como Kalle
- Marall Nasiri como Susse Zanjani
- Christopher Wollter como Erik Norberg
- Jeanette Holmgren como Mags
- Evin Ahmad como Evin Orak
- Alva Bratt como Mela
- Louise Edlind como Majlis
- Astrid Plynning como Sofie
- Suheib Saleh como Dennis
- Sebastian Sporsén como Per Jonsson
- Shanti Roney como Christer
- Moa Lindström como una compañera de clase, visitante del funeral y visitante del club.
- Tom Boustedt como un compañero de clase
- Savannah Hanneryd como una visitante del club
- Ray Nordin como un visitante del club

## Episodios
| N.º | Título             | Dirigido por      | Escrito por                      | Fecha de lanzamiento original |
| --- | ------------------ | ----------------- | -------------------------------- | ----------------------------- |
| 1 | «Maja»             | Per-Olav Sørensen | Camilla Ahlgren                  | 5 de abril de 2019            |
| Después de un tiroteo en la escuela, Maja Norberg, de 18 años, es arrestada por las autoridades como la principal sospechosa de un crimen (asesinato, intento de asesinato y cómplice de asesinato) cometido en una clase. Ella se reúne con su abogado Peder Sander y relata la historia de los eventos que llevaron al tiroteo en la escuela, comenzando desde el principio cuando se encontró con su exnovio, Sebastian Fagerman. En un flashback, las escenas muestran a Maja y Sebastian pasando el verano anterior juntos en un lujoso barco en Francia, propiedad del padre de Sebastian, Claes Fagerman. Sebastian habla con Maja sobre los antecedentes de su familia. En el presente, Maja lleva a cabo su primer interrogatorio en el tribunal de distrito, donde puede explicar con sus propias palabras cómo fue el asesinato. Se lleva a cabo una audiencia de detención en la que Maja es declarada arrestada con todas las acusaciones. |                    |                   |                                  |                               |
| 2 | «Förhöret»         | Per-Olav Sørensen | Camilla Ahlgren & Veronica Zacco | 5 de abril de 2019            |
| La detective continúa cuestionando a Maja sobre su relación con Sebastian, donde Maja admite que le disparó a Sebastian. Ella recuerda una alocada fiesta que Sebastian organizó al comienzo del año escolar. Luego Sebastian la deja conducir su lujoso auto, el cual choca, causando que Claes, quien cree que Sebastian manejó el auto, golpeé a Sebastian. Maja y Sebastian salen juntos con el abuelo de Maja a cazar. Al día siguiente, se celebra una audiencia en la que participa el fiscal. |                    |                   |                                  |                               |
| 3 | «Begravningen»     | Per-Olav Sørensen | Camilla Ahlgren & Alex Haridi    | 5 de abril de 2019            |
| En el día del funeral, Maja prefiere salir de su celda y, en sus propias palabras, tener una pausa mental. Ella le pide al abogado Sander que le ponga un reproductor de mp3 con música que pueda escuchar mientras se lleva a cabo el funeral de Amanda, su mejor amiga. En un flashback, Maja, Sebastian y Samir están invitados a la casa de campo de Labbe. Allí, Sebastian y Samir tienen una discusión sobre los verdaderos trabajos de los padres de Samir. Maja está empezando a acercarse a Samir, mientras que Sebastian se aleja cada vez más. Maja y Sebastian van al pub la noche siguiente, donde ella se enfrenta a Dennis porque él continúa administrando drogas a Sebastian, a pesar de que no puede manejarlos. |                    |                   |                                  |                               |
| 4 | «Rekonstruktionen» | Lisa Farzaneh     | Camilla Ahlgren & Alex Haridi    | 5 de abril de 2019            |
| Maja comienza a acercarse a Samir y está engañando a Sebastian. Entonces, Maja termina con él por su comportamiento. Durante una reconstrucción policial del tiroteo, recuerda mejor lo que realmente sucedió, pero se vuelve demasiado obvio que no logra explicar lo que recuerda. La investigación preliminar se completa y el proceso pasa a la siguiente fase. Sebastián termina en la sala de emergencias por una sobredosis y después de intentar cortarse las venas. Maja se entera y va directamente para ver justo a Sebastian despertarse. |                    |                   |                                  |                               |
| 5 | «Rättegången»      | Per-Olav Sørensen | Camilla Ahlgren & Veronica Zacco | 5 de abril de 2019            |
| Cuando comienza el juicio, Maja, quien está en riesgo de recibir catorce años de prisión, testifica cómo se comportó Claes contra Sebastian, y cómo su cumpleaños número 18 de repente dio un giro oscuro después de que Sebastian tomara demasiadas drogas. Ella atestigua cómo Sebastian la violó, lo cual la fiscal duda porque ella nunca mencionó esto antes. |                    |                   |                                  |                               |
| 6 | «Vittnena»         | Per-Olav Sørensen | Camilla Ahlgren                  | 5 de abril de 2019            |
| Labbe, el amigo de Sebastian, testifica cómo Maja y Sebastian cambiaron después de que se encontraron. Samir, un testigo ocular del incidente, testifica que Sebastian organizó una fiesta la noche antes del tiroteo, donde Sebastian termina peleando con su padre. Luego Maja le escribe intencionalmente a Sebastian que Claes debería morir. A la mañana siguiente, Sebastian le disparó a su padre, pero no le mencionó esto a Maja. Van a la reunión en la escuela donde Sebastian saca un rifle y dispara a Dennis y Christer mientras Samir se hace el muerto. El tribunal de distrito considera que Maja disparó accidentalmente a Amanda y Sebastian en defensa propia y no tenía intención de matar y la acusación fue desestimada en todas partes. Maja vuelve a casa con sus padres. |                    |                   |                                  |                               |

## Producción

### Desarrollo
El 7 de septiembre de 2017, se anunció que Netflix había ordenado el desarrollo de una en serie. La serie es creada por Pontus Edgren y Martina Håkansson, ambos acreditados como productores ejecutivos.
En febrero de 2019, la serie se estrenó oficialmente con la proyección de los dos primeros episodios en el Festival Internacional de Cine de Berlín en Berlín, Alemania.
En marzo de 2019, se confirmó que la serie se estrenaría el 5 de abril de 2019.

### Casting
En julio de 2018, se anunció que Hanna Ardéhn, William Spetz, Felix Sandman, David Dencik, Reuben Sallmander, Anna Björk, Christopher Wollter, Evin Ahmad, Maria Sundbom, Rebecka Hemse, Helena af Sandberg, Shanti Roney y Ella Rappich habían sido elegidos en la serie.